# Mesitornis cellut
El mesitornis cellut (Mesitornis variegatus) és una espècie d ocell de la família dels mesitornítids (Mesitornithidae) que habita sabanes i boscos de l'oest i el nord de Madagascar.